# Amphiglossus reticulatus
Amphiglossus reticulatus är en ödleart som beskrevs av  Kaudern 1922. Amphiglossus reticulatus ingår i släktet Amphiglossus och familjen skinkar. IUCN kategoriserar arten globalt som livskraftig.
Artens utbredningsområde är Madagaskar. Inga underarter finns listade i Catalogue of Life.

## Bildgalleri

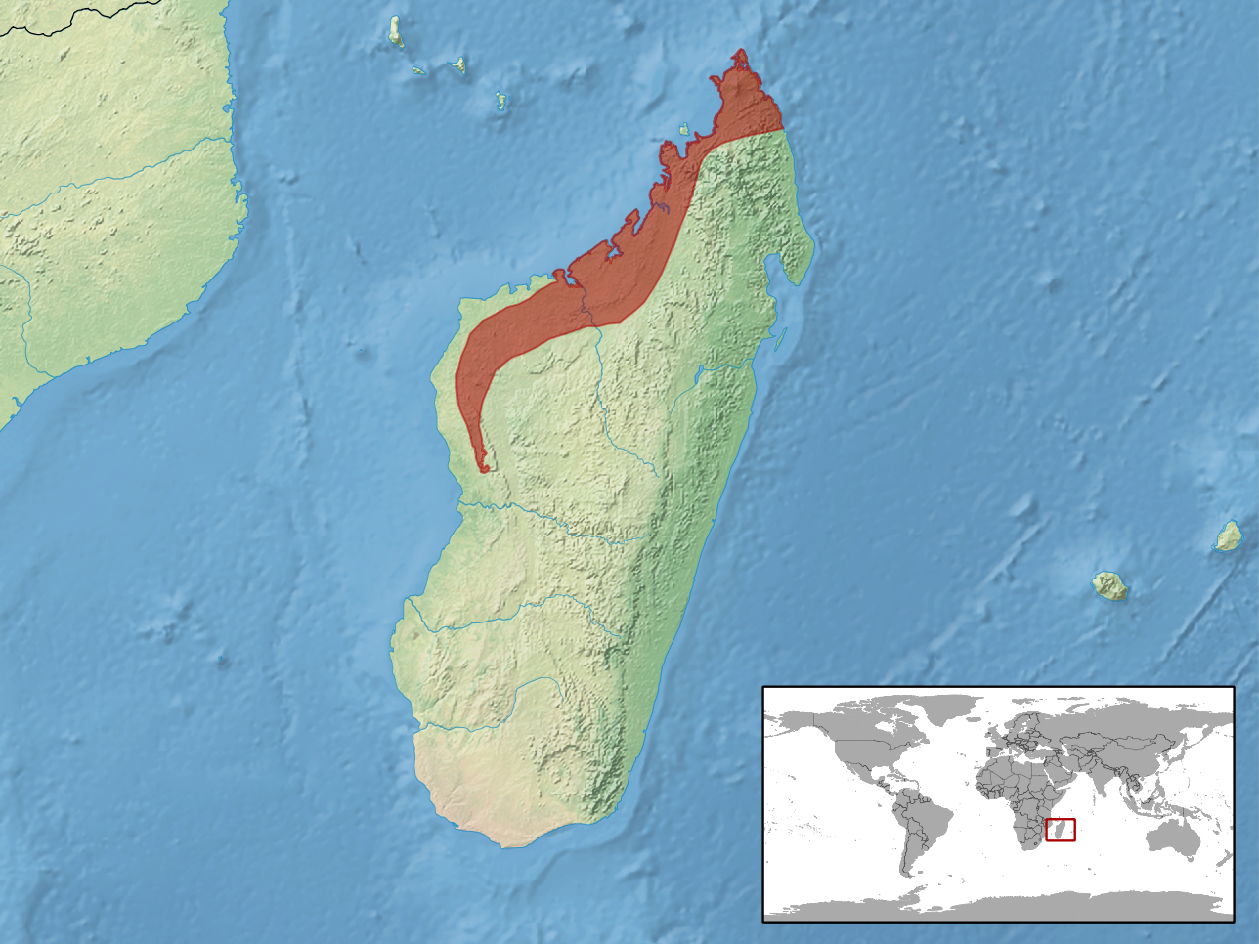